# Celtil·le
Celtil·le (en llatí, Celtillus) va ser un noble gal, esmentat per Juli Cèsar en els seus Comentaris a la Guerra de les Gàl·lies dient que «havia posseït la primacia entre els arverns». Probablement va ser el vergobret del poble arvern i el pare de Vercingetòrix.
Els arverns, igual que la gran majoria dels pobles gals del segle I aC, van optar per un govern aristocràtic proper a l'elecció de magistrats romana. Celtil·le va ser acusat de voler restaurar la reialesa arverna i condemnat a mort, per ser després cremat viu pels líders de la ciutat. És possible que el seu germà Gobanició contribuís a la seva sentència.